# Résolution 286 du Conseil de sécurité des Nations unies
Membres permanents
- Chine (Taïwan)
- États-Unis
- France
- Royaume-Uni
- URSS

Membres non permanents
- Burundi
- Colombie
- Espagne
- Finlande
- Nicaragua
- Népal
- Pologne
- Sierra Leone
- Syrie
- Zambie

Résolution no 285 Résolution no 287
La résolution 286 du Conseil de sécurité des Nations unies fut adoptée lors de la 1 552e séance du Conseil de sécurité des Nations unies le 9 septembre 1970. Gravement préoccupé par la menace que représentent pour des civils innocents le détournement d'aéronefs, le Conseil a appelé toutes les parties concernées à libérer immédiatement tous les passagers et équipages sans exception , détenu à la suite de détournements et d'autres ingérences dans les voyages internationaux et a appelé les états à prendre toutes les mesures juridiques possibles pour empêcher de nouveaux détournements et interférences dans les voyages aériens civils internationaux.
La résolution a été adoptée sans vote.